# 木村錦花

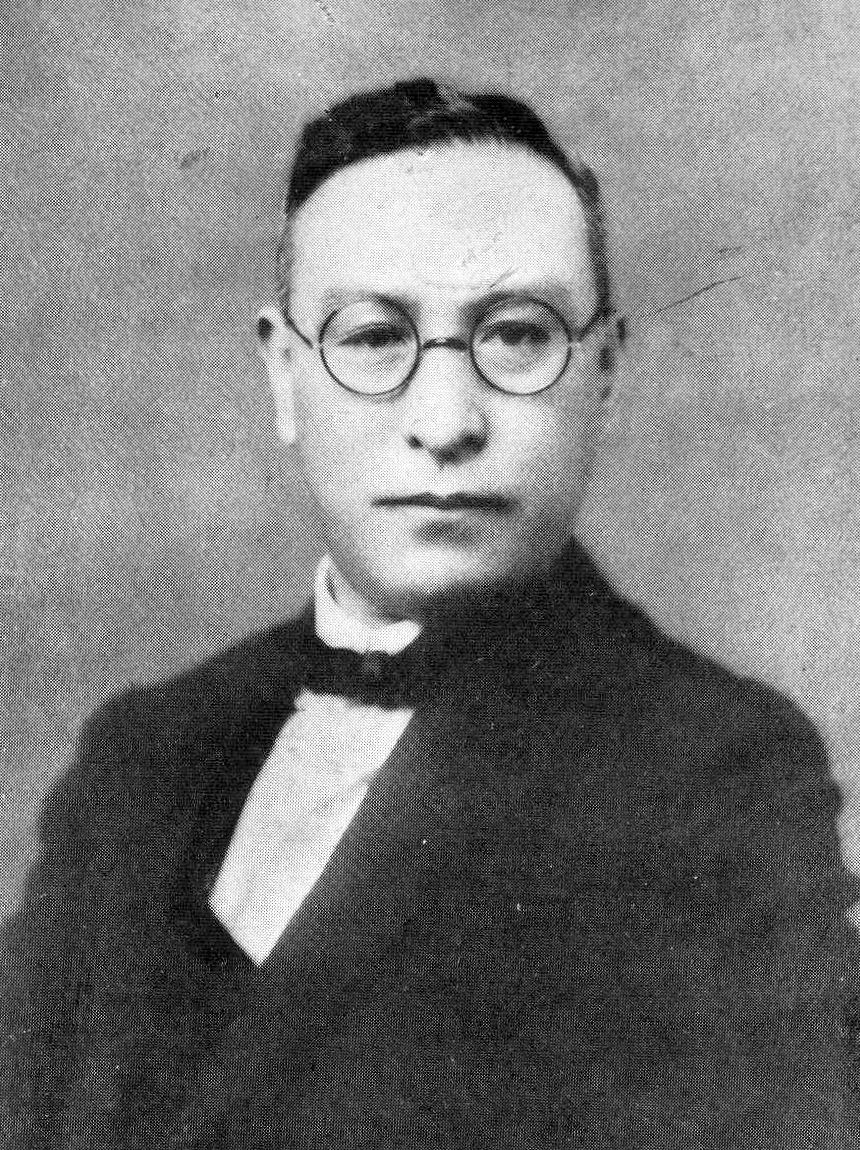
木村錦花
1936年頃

木村 錦花（きむら きんか、1877年（明治10年）5月17日 - 1960年（昭和35年）8月19日）は、歌舞伎狂言作者・歌舞伎研究家・松竹役員。

## 生涯
本名は金之助。東京の牛込岩戸町（現・新宿区岩戸町に生まれ、新富町（現・中央区新富）で育った。
父は初代市川左団次一座の役者で、金之助も『市川高之助』の名で子役を務めてから、文筆に向かった。
1908年（明治41年）（31歳）、年長の友人岡鬼太郎と共に二代目市川左団次の明治座に入って、興行主任となり、1912年、左団次が明治座を売り松竹合名社専属になったとき、錦花も松竹に移った。
1919年（大正8年）（42歳）、赤倉富子（劇作家の木村富子）と結婚した。五代目沢村源之助は、二人の間の子である。
1920年、松竹映画の第一号、『島の女』を監督・製作した。
関東大震災後の1925年（大正14年）1月、歌舞伎座が再建開場したとき、幕内部長・立作者代理となった。1928年、松竹の取締役になった。60余の台本を書き、また、『明治座物語』（1928年）、『近世劇壇史歌舞伎座篇』（1936年）、『守田勘弥近世劇壇変遷史』（1943年）（新富座関係）の劇壇史を刊行した。更に、1936年から1940年まで演劇誌『中央演劇』を主宰した。
太平洋戦争末期の1944年、妻富子を喪った。
戦後松竹を退いてから、かつら店を経営した。また、舞台美術連盟の会長を務めた。
1960年に没。享年83。東京都品川区南品川四丁目の天龍寺に、富子と眠っている。

## 主な業績

### 台本の初演
- 『心中二駕籠』、明治座、七代目市川中車・七代目松本幸四郎ら、（1923年2月）
- 『研辰の討たれ』、歌舞伎座、二代目市川猿之助ら（1925年12月）
- 『稽古中の研辰』、歌舞伎座、二代目猿之助ら（1926年12月）
- 『恋の研辰』、歌舞伎座、二代目猿之助ら（1927年8月）
- 『春から冬まで』、歌舞伎座、二代目中村又五郎ら（1928年5月）
- 『びっくり宿屋』、歌舞伎座、初代大谷広太郎ら、（1928年7月）
- 『東海道中膝栗毛』、歌舞伎座、二代目猿之助ら（1928年8月）
- 『国定忠治の遺児』、本郷座、二代目猿之助・六代目大谷友右衛門ら（1929年2月）
- 『十三歳の頼朝』、歌舞伎座、二代目左団次・初代中村吉右衛門ら（1929年5月）
- 『木曽街道膝栗毛』、歌舞伎座、二代目猿之助・六代目大谷友右衛門ら（1929年8・9月）
- 『赤穂義士快挙録』、歌舞伎座、二代目猿之助・八代目市川八百蔵ら（1929年12月）
- 『其時の赤穂城』、歌舞伎座、二代目左団次・十三代目守田勘弥ら（1930年7月）
- 『九州道中膝栗毛』、歌舞伎座、二代目猿之助・六代目友右衛門ら（1930年8月）
- 『笹川一家』、歌舞伎座、二代目左団次・七代目幸四郎ら（1930年10月）
- 『ちぎり伊勢屋』、歌舞伎座、二代目左団次・七代目沢村宗十郎ら（1930年12月）
- 『蝙蝠の安さん』、歌舞伎座、十三代目勘弥ら（1931年8月）
- 『奥州膝栗毛』、歌舞伎座、二代目猿之助・六代目友右衛門ら（1932年8月）
- 『続奥州膝栗毛』、東京劇場、二代目猿之助・六代目友右衛門ら（1932年9月）
- 『金比羅道中膝栗毛』、歌舞伎座、二代目猿之助・六代目友右衛門ら（1933年8月）
- 『石川五右衛門』、歌舞伎座、二代目猿之助・六代目市川寿美蔵ら（1933年9月）
- 『出雲道中膝栗毛』、歌舞伎座、二代目猿之助・六代目友右衛門ら（1934年8月）
- 『森の石松道中記』、歌舞伎座、二代目猿之助ら（1936年8月）
- 『続 森の石松道中記』、歌舞伎座、二代目猿之助ら（1936年9月）
- 『弥次喜多日記帳』、歌舞伎座、（1937年8月）

### 著書
- 『一夜夫婦』、金港堂（1903）（初代左団次の序文）
- 遠藤為春と共著：『助六由縁江戸桜の型』、劇文社（1925）
  - 「近世文芸研究叢書 第2期芸能篇 15（歌舞伎15）、クレス出版（1997）ISBN 4877330275 (set)」に収録。
- 『明治座物語』、歌舞伎出版部（1928）（幕末以降の前史から、明治座の1893年 - 1923年の歴史・興行の記録）
- 『日本戯曲全集現代篇第39輯』、春陽堂（1929）（『研辰の討たれ』『稽古中の研辰』『恋の研辰』を収録）
- 『近世劇壇史歌舞伎座篇』、中央公論社（1936）（1889年11月の歌舞伎座開場から1934年までの歴史・興行の記録）
- 『三角の雪』、三笠書房（1937）
- 『灰皿の煙 附・作者辞典』、相模書房（1938）
- 『守田勘弥近世劇壇変遷史』、新大衆社（1943）
- 『歌舞伎経済史』（『昭和歌舞伎大鑑』、和敬書店、1948に収録）
- 『興行師の世界』、青蛙房（1957）